# Памирски народи
Памирските народи са група народи в Централна Азия, говорещи памирски езици.
Наброяват около 300 хиляди души в югоизточен Таджикистан и съседните части на Афганистан, Пакистан и Китай. Включват около 10 етнически групи, по-големи от които са шугнанците, ваханците, рушанците, саръколците. Отличават се от сродните пущуни по предимно исмаилисткото си вероизповедание.